# Allomicythus kamurai
Espèce
Allomicythus kamurai est une espèce d'araignées aranéomorphes de la famille des Gnaphosidae.

## Distribution
Cette espèce se rencontre en Viêt Nam et en Chine au Yunnan,.

## Description
La femelle holotype mesure 5,39 mm.
Le mâle décrit par Lin et Li en 2023 mesure 3,40 mm.

## Systématique et taxinomie
Cette espèce a été décrite par Ono en 2009.

## Étymologie
Cette espèce est nommée en l'honneur de Takahide Kamura.

## Publication originale
- Ono, 2009 : « Three new spiders of the family Clubionidae, Liocranidae and Gnaphosidae (Arachnida, Araneae) from Vietnam. » Bulletin of the National Science Museum, sér. A, vol. 35, p. 1-8.